# Petäjäsaari (ö i Finland, Södra Savolax, Nyslott, lat 62,20, long 29,39)
Petäjäsaari är en ö i Finland. Den ligger i sjön Orivesi och i kommunen Nyslott i  landskapet Södra Savolax, i den sydöstra delen av landet, 300 km nordost om huvudstaden Helsingfors. Öns area är 0,9 hektar och dess största längd är 240 meter i öst-västlig riktning.